# ماریو د گراسی (بازیکن فوتبال، زاده ۱۹۱۹)
ماریو د گراسی (انگلیسی: Mario De Grassi؛ زادهٔ ۲۲ ژانویهٔ ۱۹۱۹) بازیکن فوتبال اهل ایتالیا است.
از باشگاه‌هایی که در آن بازی کرده‌است می‌توان به باشگاه فوتبال آ.اس. رم، باشگاه فوتبال ترنانا، و باشگاه فوتبال روبور سیه‌نا اشاره کرد.